# Archaeosuchus
Archaeosuchus es un género extinto de sinápsido no-mamífero encontrado en los estratos del Karoo en Sudáfrica, que datan del Pérmico Medio. El espécimen tipo (holotipo) está en mal estado de preservación y no puede realizarse una diagnosis. Dado que no se pueden distinguir rasgos únicos para esta especie, el nombre es un nomen dubium.